# Rehbinder
Rehbinder är en uradlig baltisk ätt, som i Sverige är friherrlig. Ätten inkom från Livland till Sverige på 1600-talet. Till Baltikum skall ätten ha inkommit på 1200-talet med svärdsriddarorden från Westfalen.

## Ättens svenska historia
Ättens svenska stamfader är Henrik Rehbinder (1604–1680) som föddes i Livland. Efter en karriär i den svenska militären naturaliserades han 1668 som svensk adelsman och upphöjdes 1680 till friherre. I den senare egenskapen introducerades han på nummer 77. Han var gift två gånger, men fick sina samtliga 18 barn med sin första hustru, Hildegard Elisabeth von Yxkull.
Ätten kom huvudsakligen att fortleva på svärdssidan med tre söner till Henrik Rehbinder: Bernhard, Reinhold och Gustaf Rehbinder.

### Bernhard Rehbinders gren
Bernhard Rehbinder var överste för Åbo och Björneborgs läns kavalleri och skrev sig till flera gods i Livland och Finland. Han fick sex barn med sin första hustru, Bureättlingen Elisabeth Munck af Fulkila, av vilka döttrarna var gifta Enesköld, Piper, Wrangel, Wolffensköld, von Berchern, och Stålhandske. Hans andra hustru var Christina Elisabeth von Burghausen, och med henne fick han sex barn.
Två söner förde ätten vidare på svärdssidan. Den äldste var från första äktenskapet, ryttmästaren Henrik Johan Rehbinder. Den yngre var från andra äktenskapet, majoren Otto Magnus Rehbinder. Grenen som stammade från den äldre av dessa immatrikulerades på Finlands riddarhus som grevar, men lämnade inga efterkommande.

### Reinhold Rehbinders gren
Reinhold Rehbinder var landshövding i Kalmar län och skrev sig till flera gods i Sverige, däribland Gripenbergs slott.
Han fick sexton barn med sin första hustru, Catharina Maria Fittinghoff till Marsäter, dotter till Brita Dufva i Västergötland nr 183. En ättling till honom, Gustafva Rehbinder, dömdes den 21 augusti 1805 av Svea hovrätt vara adelskapet förlustig.

### Gustaf Rehbinders gren
Gustaf Rehbinder var major och skrev sig till Frösåker och Lingsberg. Hans hustru var Bureättlingen Maria Wernsköld. Deras äldsta dotter Anna var gift med översten Herman Johan von Burghausen, och satt flera år i ryskt krigsfångeskap med sina tre barn. En av hennes systrar gifte sig med sin kusin och till Marsäter (ovan). En förgrening av denna ätt immatrikulerades på Finlands riddarhus som friherrar. En annan gren besatt Rickby i Gottröra socken.

## Personer med efternamnet Rehbinder
- Bengt Rehbinder (1911–1999), finländsk industriman
- Berndt Otto Rehbinder (1733-1795), finländsk officer som gick över i rysk tjänst som en protest mot 1772 års statsvälvning.[2]
- Berndt-Otto Rehbinder (1918–1974), fäktare
- Bernhard Otto Rehbinder (1662–1742), militär med tjänst i Savojen
- Carl Johan Rehbinder (född 1962), röstskådespelare, politiker och författare
- Claes Rehbinder (1938–2005), veterinär, patolog och professor
- Fredrik Rehbinder (1811–1877), ämbetsman
- Helge Rehbinder (1824–1883), militär och godsägare
- Henrik Rehbinder (1604–1680), militär
- Johan Adam Rehbinder (1733–1809), samlare, genealog och ämbetsman
- Otto Rehbinder (1640-1710), militär
- Reinhold Rehbinder (1644–1709), militär och landshövding
- Robert Henrik Rehbinder (1777–1841), finländsk greve och statsman